# Hotel Leningradskaja

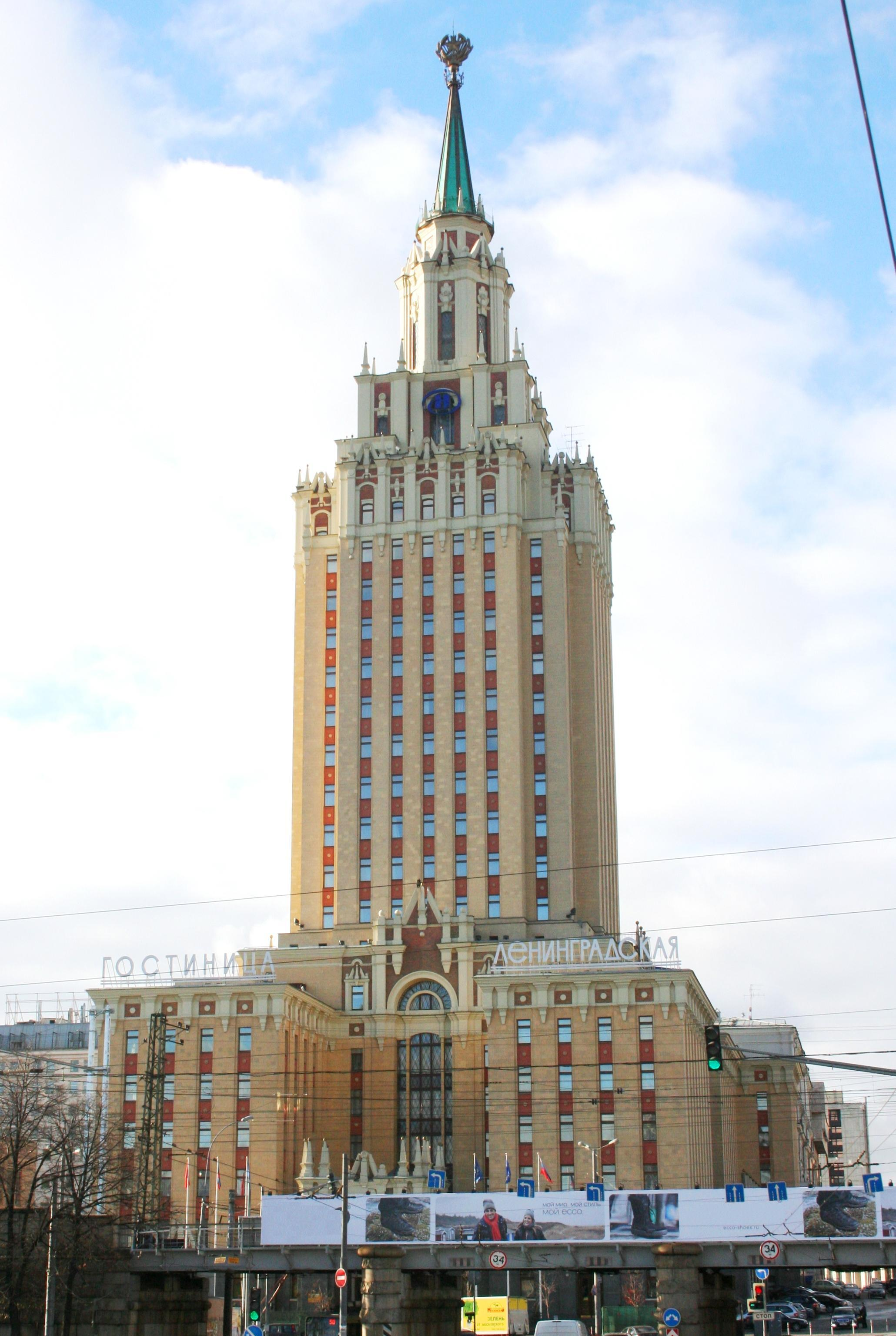
Hotel Leningradskaja (2010).

Hotel Leningradskaja (Russisch: Гостиница Ленинградская) is een hotel in het centrum van de Russische hoofdstad Moskou. Het is een van de Zeven Zusters. Het in 1954 voltooide gebouw telt 338 kamers, verdeeld over 29 verdiepingen.
Hotel Leningradskaja is een klassiek voorbeeld van de stalinistische architectuur. Het interieur is rijkelijk versierd met gouden accenten, zwart graniet, bronzen beelden, grote kroonluchters en socialistisch-realistische kunst. Het hotel is onder meer voorzien van een restaurant, bar, lounge, casino, café, biljartzaal, kapper, post- en wisselkantoor, souvenirwinkel, gezondheidscentrum en conferentiezaal.
In 2006 werd een contract gesloten met de Hilton-hotelketen om het gebouw te renoveren.